# Ladysmith (Wisconsin)

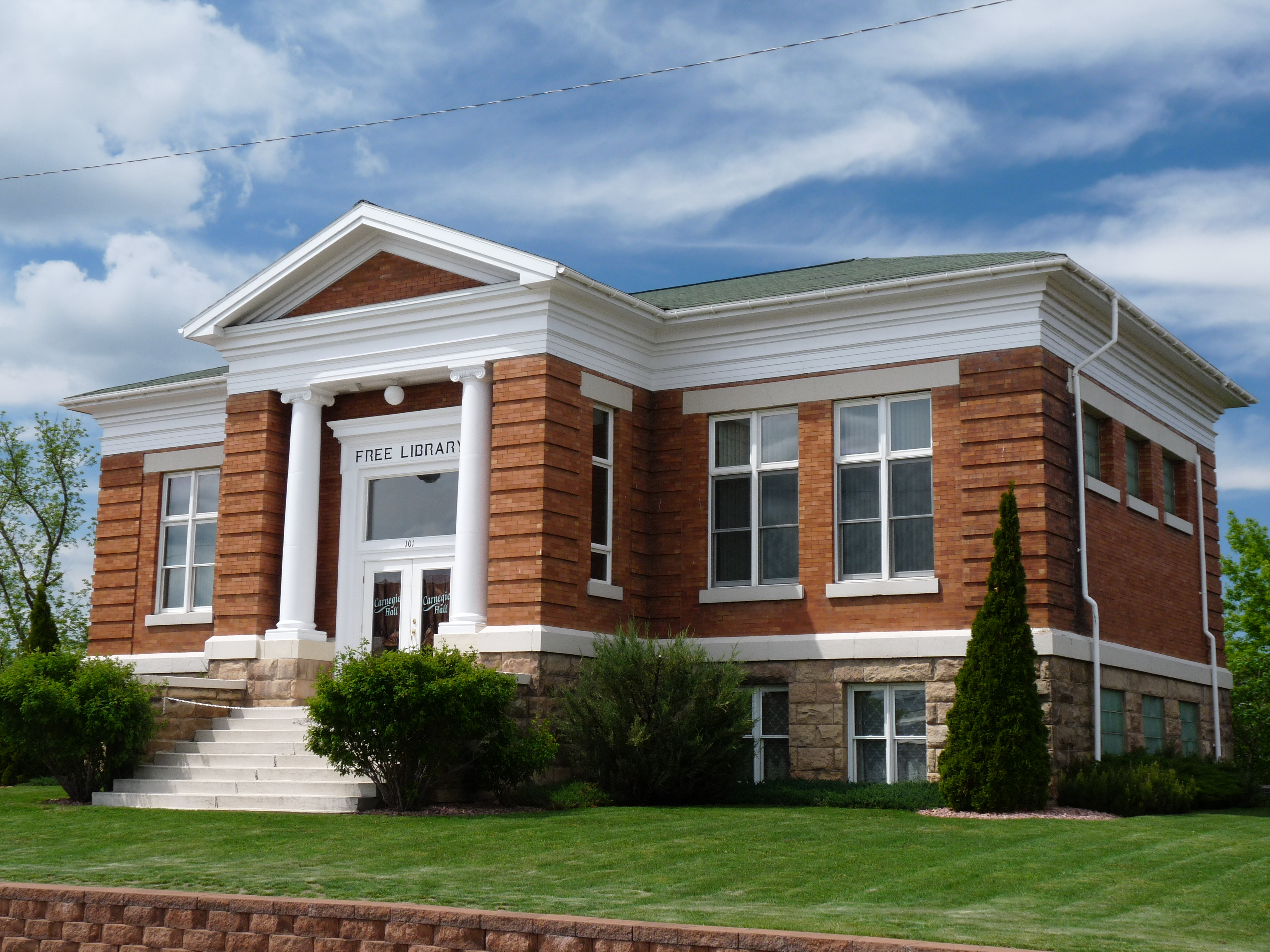
Biblioteca pública.

Ladysmith é uma cidade localizada no estado norte-americano de Wisconsin, no Condado de Rusk.

## Demografia
Segundo o censo norte-americano de 2000, a sua população era de 3932 habitantes.
Em 2006, foi estimada uma população de 3636, um decréscimo de 296 (-7.5%).

## Geografia
De acordo com o United States Census Bureau tem uma área de
11,1 km², dos quais 10,1 km² cobertos por terra e 1,0 km² cobertos por água. Ladysmith localiza-se a aproximadamente 349 m acima do nível do mar.

## Localidades na vizinhança
O diagrama seguinte representa as localidades num raio de 20 km ao redor de Ladysmith.